# Элементная база оптического приборостроения
Элементная база оптического приборостроения — отдельные оптические элементы, из которых состоит любой оптический прибор (исключением являются лишь простейшие оптические приборы типа зеркала или увеличительного стекла, представленные одним единственным элементом); каждый из этих элементов выполняет свою функцию по преобразованию поля излучения.
Поскольку времена индивидуального производства остались в прошлом и изделия, входящие в эту базу, в подавляющем числе случаев являются предметами серийного или массового производства; в настоящее время имеется возможность заказа таких изделий по каталогам

## Классификация оптических элементов
В большом числе случаев рабочая поверхность оптических элементов представляет собой поверхность тела вращения, ось симметрии которого одновременно становится главной оптической осью оптического элемента. 
В оптическом приборе, состоящем из нескольких установленных друг за другом оптических элементов, главные их оптические оси, как правило, совмещаются.
Технологически наиболее простыми в изготовлении и потому наиболее широко применяемыми являются оптические элементы, образованные поверхностями, имеющими сферическую или плоскую форму. Существенное значение имеет пространственная ориентация сферической поверхности. Отражающие оптические элементы (зеркала), поверхность которых вогнута по направлению распространения излучения позволяют концентрировать перед собой поток излучения и, наоборот, рассеивать его в стороны, если это поверхность выпукла. Для преломляющих оптических элементов (линз) имеет значение будут ли они толще  у оптической оси, чем на периферии, или же наоборот — тоньше. При этом вопрос о том, будет ли такая линза «собирательной» или же «рассеивающей» зависит от того, будет ли коэффициент преломления её материала больше, чем у окружающей среды, или наоборот. Более «толстая» по оси линза с коэффициентом преломления большим, чем у окружающей среды, будет концентрировать излучение в пространстве предметов, то есть «собирательной»

Известны оптические элементы, рабочая поверхность которых имеет цилиндрическую форму (анаморфотная оптика). Такие элементы использовались в проекторах для широкоэкранного кино или лазерных принтерах для развёртки проецируемого луча лазера и в ряде других применений. Асферические формы оптических элементов используются для подавления некоторых видов аберраций (например, сферической).